# Pachycrocuta
Pachycrocuta is een geslacht van uitgestorven Hyaenidae, dat leefde van het Midden-Plioceen tot Midden-Pleistoceen (3 tot 0.5 miljoen jaar geleden) in Eurazië en Afrika.
Het meest onderzocht is Pachycrocuta brevirostris uit China, Met een gewicht tot 190 kilogram en een formaat van een hedendaagse leeuw was Pachycrocuta brevirostris een van de grootste hyenasoorten ooit. 

## Soorten
Andere voorgestelde soorten zijn:
- †P. robusta (?)
- †P. pyrenaica
- †P. perrieri, ook Pliocrocuta perrieri
- †P. bellax (?) ook Hyaena bellax